# パトリシア・ノリス
パトリシア・ノリス（Patricia Norris, 1931年3月22日 - 2015年2月20日) は、アメリカ合衆国カリフォルニア州出身の映画衣裳デザイナー、美術デザイナーである。メル・ブルックスやブレイク・エドワーズ、デイヴィッド・リンチなど作品の衣裳を手がけた。作品によっては美術デザインも担当している。
1978年の『天国の日々』、1980年の『エレファント・マン』、1982年の『ビクター/ビクトリア』、1984年の『2010年』、1988年の『キャデラック・カウボーイ』、2013年の『それでも夜は明ける』でアカデミー衣裳デザイン賞に6度ノミネートされたが、生涯で受賞はなかった。エミー賞は『ツイン・ピークス』のパイロット版にて、美術・衣裳の両部門で候補を受け衣裳で受賞をした。2007年に全米衣装デザイナー協会、2011年には全米美術監督協会から生涯功労賞を授与された。
私生活では3人の息子と1人の娘がいる。2015年、83歳で死去。

## 主な作品
- 候補者ビル・マッケイ The Candidate (1972)
- サイレント・ムービー Silent Movie (1976)
- 天国の日々 Days of Heaven (1978)
- エレファント・マン The Elephant Man (1980)
- メル・ブルックス/珍説世界史PARTⅠ History of the World: Part I (1981)
- フォー・フレンズ/4つの青春 Four Friends (1981)
- ビクター/ビクトリア Victor Victoria (1982)
- スカーフェイス Scarface (1983)
- 2010年 2010 (1984)
- 明日へのタッチダウン The Best of Times (1986)
- ブレイク・エドワーズの ファイン・メス!! A Fine Mess (1986)
- ブラック・ウィドー Black Widow (1987)
- リトル・ニキータ Little Nikita (1988)
- ツイン・ピークス/ローラ・パーマー最期の7日間 Twin Peaks: Fire Walk with Me (1992)
- アモス&アンドリュー Amos & Andrew (1993)
- ロスト・ハイウェイ Lost Highway (1997)
- エンド・オブ・バイオレンス The End of Violence (1997)
- ハイロー・カントリー The Hi-Lo Country (1998)
- ストレイト・ストーリー The Straight Story (1999)
- ジェシー・ジェームズの暗殺 The Assassination of Jesse James by the Coward Robert Ford (2007)
- ジャッキー・コーガン Killing Them Softly (2012)
- エヴァの告白 The Immigrant (2013)
- それでも夜は明ける 12 Years Slave (2013)